# Парра Сантонха, Аранча
Аранча Парра Сантонха (исп. Arantxa Parra Santonja; родилась 9 ноября 1982 года в Валенсии, Испания) — испанская профессиональная теннисистка; победительница 11 турниров WTA в парном разряде.

## Общая информация
Аранча — одна из двух дочерей Нуриано Парры Руиса и Марии Луизы Сантонхи Гасо; её сестру зовут Таня.
Теннисом начала заниматься в десять лет — вместе с родителями.

## Спортивная карьера
Начало карьеры
Аранча начала профессиональную карьеру в 2000 году. Первый титул на турнирах ITF она завоевывает в 2001. В мае 2002 года, выступив в парном соревновании турнира в Мадриде, испанка дебютировала в основных соревнованиях WTA-тура. В одиночном разряде дебют пришелся на февраль 2003 года, когда Парра Сантонха смогла отобраться через квалификацию на турнир в Дохе. В июне 2003 года она выиграла 50-тысячник ITF в Марселе. В том же месяце на Уимблдонском турнире в качестве Лаки Лузера попадает на первый турнир серии Большого шлема. На травяных кортах Уимблдона она смогла преодолеть первый раунд в лице Зузаны Ондрашковой, но в следующем проиграла Елене Дементьевой. В июле в парных соревнованиях турнира в Палермо Аранча доходит до финала в дуэте с Марией Хосе Мартинес Санчес. На Открытом чемпионате США ей удалось выиграть чешку Клару Коукалову, но во втором раунде она проигрывает Франческа Скьявоне. В октябре она смогла пробиться в полуфинал на турнирах в Токио и в Ташкенте. По итогам сезона 2003 года она впервые входит в Топ-100 мирового рейтинга, заняв на конец года 68-ю строчку.
В начале сезона 2004 года Парра Сантонха попадает в четвертьфинал турнира в Канберре. На дебютном Открытом чемпионате Австралии она проигрывает в первом раунде. А на Открытом чемпионате Франции ей удается пройти в третий раунд, где она проиграла Амели Моресмо. На Уимблдонском турнире и Открытом чемпионате США её результатом становится выход во второй раунд. В октябре испанская теннисистка вышла в четвертьфинал в Ташкенте.
Открытый чемпионат Австралии 2005 года ознаменовался для Аранчи поражением в первом раунде от Анны Чакветадзе. В феврале она проходит в четвертьфинал в Акапулько, а в мае в Рабате. На Открытом чемпионате Франции она завершает выступления во втором раунде, а на Уимблдоне уже в первом. В июле она впервые сыграла за сборную Испании в розыгрыше Кубка Федерации. В августе она попадает в четвертьфинал турнира в Стокгольме, а на Открытом чемпионате США выбывает на старте.
На Открытом чемпионате Австралии 2006 года Парра Сантонха не смогла обыграть Светлану Кузнецову в матче второго раунда. На Открытом чемпионате Франции она проиграла уже в первом раунде. Большую часть сезона из-за низкого рейтинга Аранча проводит на турнирах ITF. В марте 2007 года ей наконец-то удалось завоевать первый титул WTA. Произошло это в парном розыгрыше турнира в Акапулько, где она разделила успех со своей партнёршей Лурдес Домингес Лино. С другой испанской теннисисткой Нурией Льягостерой Вивес в июне она завоевывает главный парный приз соревнований в Барселоне.
2008-12

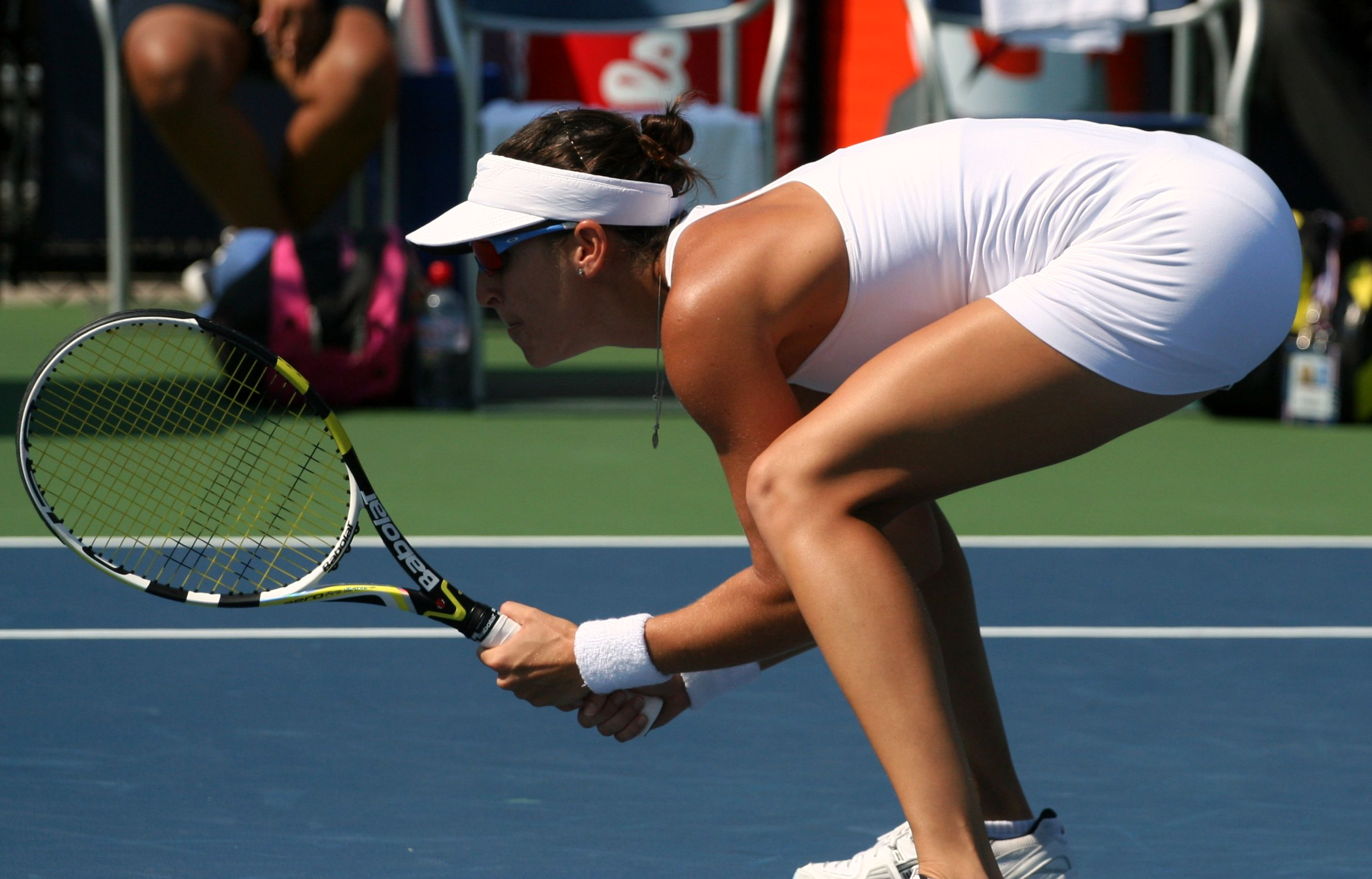
Парра Сантонха на Открытом чемпионате США 2011 года

Аранча в июне 2008 года выигрывает с Домингес Лино парный розыгрыш турнира в Барселоне, где она также в паре выиграла в прошлом сезоне. В июле 2009 года на Уимблдоне после трёхлетнего перерыва испанка сыграла в основной сетке одиночного Большого шлема и прошла во второй раунд. В июле она выиграла 75-тысячник ITF в Петанже, а в сентябре 100-тысячник Сен-Мало. На Открытом чемпионате Австралии 2010 года Аранча выступает в основной сетке и проигрывает в первом раунде. В феврале она смогла пройти в полуфинал турнира в Боготе. В апреле 2010 года она вышла в 1/4 финала в Барселоне. В мае испанская теннисистка впервые играет в одиночном финале на турнирах WTA-тура. Происходит это на грунтовых кортах в Оэйраше, где в решающем матче она проигрывает Анастасии Севастовой со счётом 2-6, 5-7. На Открытом чемпионате Франции в матче второго раунда она проиграла свою встречу американке Винус Уильямс. На этой же стадии она выбывает и на Уимблдонском турнире от ракетки Сары Эррани. В июле до четвертьфинала Аранча дошла на турнире в Бостаде. На Открытом чемпионате США она проигрывает в первом раунде.
В Австралии 2011 года Парра Сантонха также проигрывает в первом раунде. В феврале на турнире в Акапулько она добирается до обоих финалов и оба раза проигрывает (в одиночках — Хиселе Дулко 3-6, 6-7(5)). В апреле с Нурией Льягостерой Вивес она выиграла парный трофей турнира в Марбелье. На Открытом чемпионате Франции испанка проиграла первый матч. Также она проигрывает стартовую встречу Уимблдонского турнира, а в парном разряде Льягостера Вивес и Парра Сантонха смогли выйти в четвертьфинал.
В январе 2012 года испанский дуэт Льягостера Вивес и Парра Сантонха выигрывают парный приз в Брисбене. В августе она принимает участие на летних Олимпийских играх в Лондоне, выступив в парном разряде с Анабель Мединой Гарригес, однако выступает испанская команда неудачно, выбыв уже в первом раунде.
2013-19

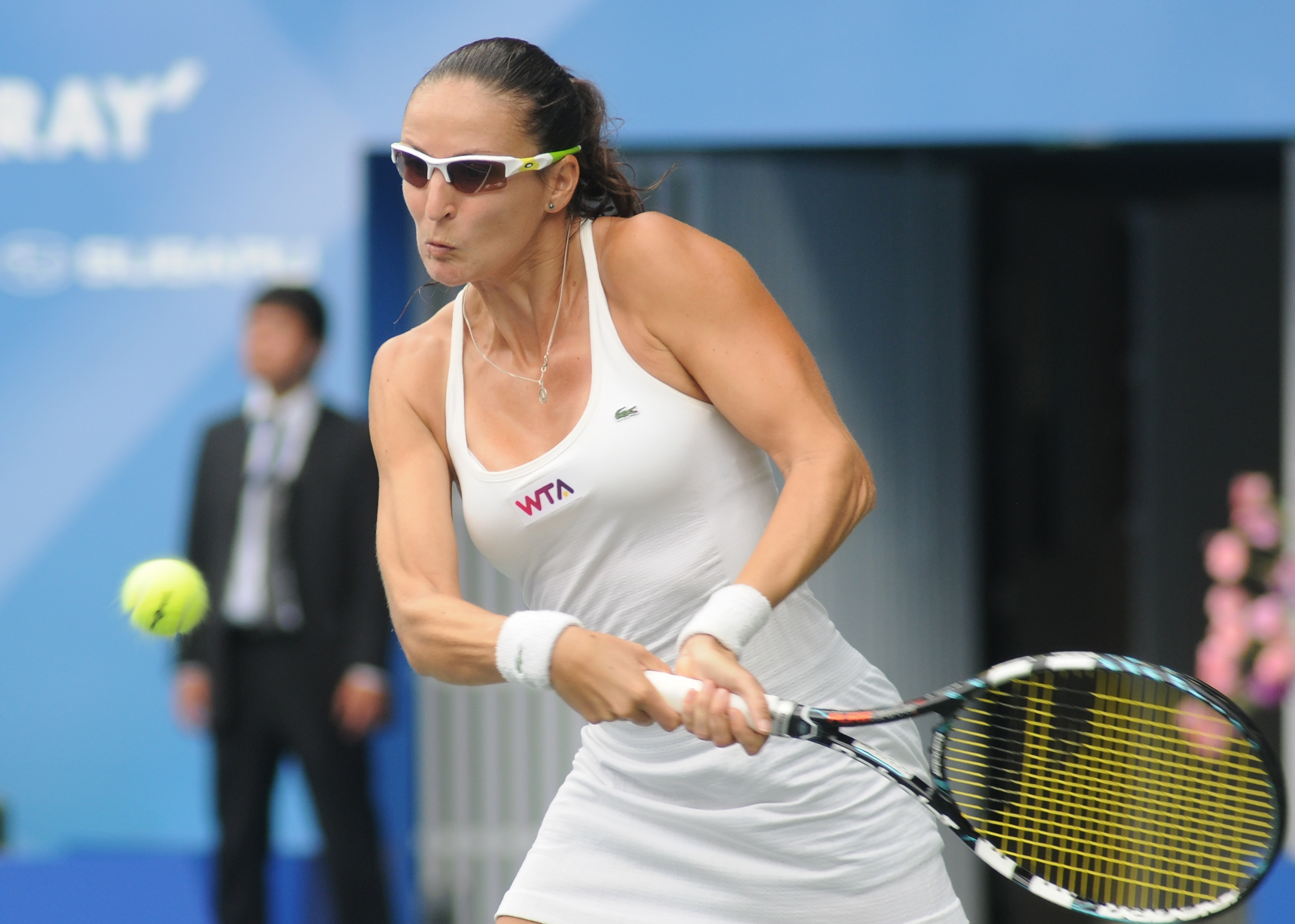
Парра Сантонха на турнире в Токио 2014 года

В марте 2013 года Парра Сантонха совместно с Лурдес Домингес Лино выигрывает парный трофей на турнире в Акапулько. Еще дважды по ходу того сезона она смогда выйти в парные финалы. На Открытом чемпионате Франции уже 2014 года ей в альянсе с Мариной Эракович удаётся выйти в четвертьфинал парного розыгрыша. После Ролан Гарроса Парра Сантонха и Эракович выигрывают парный приз травяных соревнований в Хертогенбосе. Следующий для себя титул она завоевала совместно с Анабель Мединой Гарригес в феврале 2015 года на турнире в Антверпене. В феврале 2016 года Медина Гарригес и Парра Сантонха выиграли парный приз в Акапулько. Через неделю они добавляют к этому парный титул на турнире в Монтеррее, который становится для Аранчи десятым в карьере на основных соревнованиях ассоциации. В мае испанки выиграли турнир в Страсбурге. В августе Анабель и Аранча выступили на Олимпиаде в Рио-де-Жанейро, но в первом же матче уступили американкам Коко Вандевеге и Бетани Маттек-Сандс.
В мае 2019 года Парра Сантонха завершила профессиональную карьеру.

## Итоговое место в рейтинге WTA по годам
| Год  | Одиночный рейтинг | Парный рейтинг |
| 2018 |                   | 92             |
| 2017 |                   | 90             |
| 2016 |                   | 34             |
| 2015 | 859               | 37             |
| 2014 | 392               | 30             |
| 2013 | 219               | 35             |
| 2012 | 255               | 53             |
| 2011 | 118               | 34             |
| 2010 | 64                | 60             |
| 2009 | 91                | 60             |
| 2008 | 359               | 81             |
| 2007 | 356               | 73             |
| 2006 | 173               | 138            |
| 2005 | 107               | 195            |
| 2004 | 70                | 151            |
| 2003 | 68                | 149            |
| 2002 | 184               | 248            |
| 2001 | 306               | 455            |
| 2000 | 710               | 891            |
| 1999 | 1 028             |                |

## Выступления на турнирах

### Финалы турнировWTAв одиночном разряде (2)

#### Поражения (2)
| Легенда: До 2009 года       | Легенда: С 2009 года  |
| --------------------------- | --------------------- |
| Турниры Большого шлема (0*) |                       |
| Олимпиада (0)               |                       |
| Трофей элиты WTA (0)        |                       |
| 1-я категория (0)           | Premier Mandatory (0) |
| 2-я категория (0)           | Premier 5 (0)         |
| 3-я категория (0+1)         | Premier (0+2)         |
| 4-я категория (0+2)         | International (0+6)   |
| 5-я категория (0)           | International (0+6)   |

| Титулы по покрытиям | Титулы по месту проведения матчей турнира |
| ------------------- | ----------------------------------------- |
| Хард (0+4*)         | Зал (0+1)                                 |
| Грунт (0+6)         | Зал (0+1)                                 |
| Трава (0+1)         | Открытый воздух (0+10)                    |
| Ковёр (0)           | Открытый воздух (0+10)                    |

* количество побед в одиночном разряде + количество побед в парном разряде.
| №  | Дата            | Турнир             | Покрытие | Соперница в финале  | Счёт       |
| 1. | 8 мая 2010      | Оэйраш, Португалия | Грунт    | Анастасия Севастова | 2-6 5-7    |
| 2. | 26 февраля 2011 | Акапулько, Мексика | Грунт    | Хисела Дулко        | 4-6 6-7(5) |

### Финалы турнировITFв одиночном разряде (17)

#### Победы (11)
| Легенда:           |
| ------------------ |
| 100.000 USD (1+1*) |
| 75.000 USD (1)     |
| 50.000 USD (1+1)   |
| 25.000 USD (2+7)   |
| 10.000 USD (5+1)   |

| Титулы по покрытиям | Титулы по месту проведения матчей турнира |
| ------------------- | ----------------------------------------- |
| Хард (4+3*)         | Зал (0)                                   |
| Грунт (6+7)         | Зал (0)                                   |
| Трава (0)           | Открытый воздух (10+10)                   |
| Ковёр (0)           | Открытый воздух (10+10)                   |

* количество побед в одиночном разряде + количество побед в парном разряде.
| №   | Дата             | Турнир                      | Покрытие | Соперница в финале   | Счёт        |
| 1.  | 24 июня 2001     | Монтемор-у-Нову, Португалия | Хард     | Ванесса Девеса       | 6-2 6-2     |
| 2.  | 5 августа 2001   | Понтеведра, Испания         | Хард     | Ана-Катарина Ногейра | 6-3 6-1     |
| 3.  | 16 сентября 2001 | Мадрид, Испания             | Грунт    | Анна Флорис          | 3-6 6-3 6-0 |
| 4.  | 23 сентября 2001 | Барселона, Испания          | Грунт    | Инес Хайзе           | 6-3 6-2     |
| 5.  | 24 февраля 2002  | Вали-ду-Лобу, Португалия    | Хард     | Анна Флорис          | 6-0 6-4     |
| 6.  | 29 сентября 2002 | Лечче, Италия               | Грунт    | Ленка Немецкова      | 6-3 6-4     |
| 7.  | 15 июня 2003     | Марсель, Франция            | Грунт    | Клодин Шоль          | 6-2 6-1     |
| 8.  | 19 октября 2008  | Мехико, Мексика             | Хард     | Соледад Эсперон      | 6-2 6-2     |
| 9.  | 26 июля 2009     | Петанж, Люксембург          | Грунт    | Екатерина Бычкова    | 6-3 6-2     |
| 10. | 27 сентября 2009 | Сен-Мало, Франция           | Грунт    | Александра Дулгеру   | 6-4 6-3     |
| 11. | 20 мая 2012      | Касабланка, Марокко         | Грунт    | Ольга Савчук         | 6-4 6-4     |

#### Поражения (6)
| №  | Дата             | Турнир                         | Покрытие | Соперница в финале         | Счёт        |
| 1. | 19 августа 2001  | Коксейде, Бельгия              | Грунт    | Марион Бартоли             | 2-6 1-6     |
| 2. | 19 августа 2001  | Вестенде, Бельгия              | Грунт    | Ленка Снайдрова            | 2-6 4-6     |
| 3. | 3 марта 2002     | Монтешору, Португалия          | Хард     | Амандин Дюлон              | 3-6 6-3 4-6 |
| 4. | 11 сентября 2005 | Денен, Франция                 | Грунт    | Людмила Скавронская        | 6-7(5) 0-6  |
| 5. | 29 октября 2006  | Сан-Кугат-дель-Вальес, Испания | Грунт    | Мария Хосе Мартинес Санчес | 2-6 4-6     |
| 6. | 29 ноября 2008   | Сен-Дени, Франция              | Хард     | Патриция Майр              | 4-6 1-6     |

### Финалы итоговых турниров в парном разряде (1)

#### Поражения (1)
| №  | Год  | Место        | Покрытие | Партнёрша               | Соперницы в финале | Счёт    |
| 1. | 2015 | Трофей элиты | Хард(i)  | Анабель Медина Гарригес | Лян Чэнь Ван Яфань | 4-6 3-6 |

### Финалы турнировWTAв парном разряде (27)

#### Победы (11)
| №   | Дата            | Турнир                  | Покрытие | Партнёрша               | Соперницы в финале                                | Счёт               |
| 1.  | 3 марта 2007    | Акапулько, Мексика      | Грунт    | Лурдес Домингес Лино    | Эмили Луа Николь Пратт                            | 6-3 6-3            |
| 2.  | 17 июня 2007    | Барселона, Испания      | Грунт    | Нурия Льягостера Вивес  | Лурдес Домингес-Лино Флавия Пеннетта              | 7-6(3) 2-6 [12-10] |
| 3.  | 15 июня 2008    | Барселона, Испания (2)  | Грунт    | Лурдес Домингес Лино    | Нурия Льягостера Вивес Мария Хосе Мартинес Санчес | 4-6 7-5 [10-4]     |
| 4.  | 10 апреля 2011  | Марбелья, Испания       | Грунт    | Нурия Льягостера Вивес  | Сара Эррани Роберта Винчи                         | 3-6 6-4 [10-5]     |
| 5.  | 7 января 2012   | Брисбен, Австралия      | Хард     | Нурия Льягостера Вивес  | Абигейл Спирс Ракель Копс-Джонс                   | 7-6(2) 7-6(2)      |
| 6.  | 2 марта 2013    | Акапулько, Мексика (2)  | Грунт    | Лурдес Домингес Лино    | Каталина Кастаньо Мариана Дуке-Мариньо            | 6-4 7-6(1)         |
| 7.  | 21 июня 2014    | Хертогенбос, Нидерланды | Трава    | Марина Эракович         | Михаэлла Крайчек Кристина Младенович              | 0-6 7-6(5) [10-8]  |
| 8.  | 15 февраля 2015 | Антверпен, Бельгия      | Хард(i)  | Анабель Медина Гарригес | Ан-Софи Местах Алисон ван Эйтванк                 | 6-4 3-6 [10-5]     |
| 9.  | 27 февраля 2016 | Акапулько, Мексика (3)  | Хард     | Анабель Медина Гарригес | Кики Бертенс Юханна Ларссон                       | 6-0 6-4            |
| 10. | 6 марта 2016    | Монтеррей, Мексика      | Хард     | Анабель Медина Гарригес | Петра Мартич Мария Санчес                         | 4-6 7-5 [10-7]     |
| 11. | 21 мая 2016     | Страсбург, Франция      | Грунт    | Анабель Медина Гарригес | Мария Иригойен Лян Чэнь                           | 6-2 6-0            |

#### Поражения (16)
| №   | Дата            | Турнир                  | Покрытие | Партнёрша                  | Соперницы в финале                                | Счёт               |
| 1.  | 13 июля 2003    | Палермо, Италия         | Грунт    | Мария Хосе Мартинес Санчес | Адриана Серра-Дзанетти Эмили Стеллато             | 4-6 2-6            |
| 2.  | 29 февраля 2004 | Богота, Колумбия        | Грунт    | Анабель Медина Гарригес    | Барбара Шварц Ясмин Вёр                           | 1-6 3-6            |
| 3.  | 6 мая 2007      | Оэйраш, Португалия      | Грунт    | Лурдес Домингес Лино       | Андрея Эхритт-Ванк Анастасия Родионова            | 3-6 2-6            |
| 4.  | 10 января 2009  | Окленд, Новая Зеландия  | Хард     | Нурия Льягостера Вивес     | Натали Деши Мара Сантанжело                       | 6-4 6-7(3) [10-12] |
| 5.  | 28 февраля 2009 | Акапулько, Мексика      | Грунт    | Лурдес Домингес-Лино       | Нурия Льягостера Вивес Мария Хосе Мартинес Санчес | 4-6 2-6            |
| 6.  | 9 января 2010   | Брисбен, Австралия      | Хард     | Мелинда Цинк               | Андреа Главачкова Луция Градецкая                 | 6-2 6-7(3) [4-10]  |
| 7.  | 26 февраля 2011 | Акапулько, Мексика (2)  | Грунт    | Лурдес Домингес Лино       | Иоана-Ралука Олару Мария Корытцева                | 6-3 1-6 [4-10]     |
| 8.  | 9 июля 2011     | Бостад, Швеция          | Грунт    | Нурия Льягостера Вивес     | Лурдес Домингес Лино Мария Хосе Мартинес Санчес   | 3-6 3-6            |
| 9.  | 3 марта 2012    | Акапулько, Мексика (3)  | Грунт    | Лурдес Домингес Лино       | Сара Эррани Роберта Винчи                         | 2-6 1-6            |
| 10. | 21 июня 2013    | Хертогенбос, Нидерланды | Трава    | Доминика Цибулкова         | Ирина-Камелия Бегу Анабель Медина Гарригес        | 6-4 6-7(3) [9-11]  |
| 11. | 5 октября 2013  | Пекин, Китай            | Хард     | Вера Душевина              | Кара Блэк Саня Мирза                              | 2-6 2-6            |
| 12. | 23 августа 2014 | Нью-Хэйвен, США         | Хард     | Марина Эракович            | Андрея Клепач Сильвия Солер-Эспиноса              | 5-7 6-4 [7-10]     |
| 13. | 18 октября 2014 | Москва, Россия          | Хард(i)  | Каролин Гарсия             | Мартина Хингис Флавия Пеннетта                    | 3-6 5-7            |
| 14. | 9 августа 2015  | Станфорд, США           | Хард     | Анабель Медина Гарригес    | Сюй Ифань Чжэн Сайсай                             | 1-6 3-6            |
| 15. | 25 октября 2015 | Люксембург              | Хард(i)  | Анабель Медина Гарригес    | Мона Бартель Лаура Зигемунд                       | 2-6 6-7(2)         |
| 16. | 8 ноября 2015   | Трофей элиты WTA        | Хард(i)  | Анабель Медина Гарригес    | Лян Чэнь Ван Яфань                                | 4-6 3-6            |

### Финалы турнировITFв парном разряде (20)

#### Победы (9)
| №  | Дата             | Турнир                          | Покрытие | Партнёрша                  | Соперницы в финале                                   | Счёт        |
| 1. | 23 сентября 2001 | Барселона, Испания              | Грунт    | Анна Фонт-Эстрада          | Лана Попадич Мария Хосе Санчес Алайето               | 6-1 6-2     |
| 2. | 31 марта 2002    | Сан-Луис-Потоси, Мексика        | Грунт    | Доминика Лузарова          | Ванесса Менга Карла Тьене                            | 7-5 4-6 6-3 |
| 3. | 8 июня 2003      | Галатина, Италия                | Грунт    | Мария-Эмилия Салерни       | Байя Мунтассине Андрея Ванк                          | 6-0 7-6(6)  |
| 4. | 30 октября 2005  | Сан-Кугат-дель-Вальес, Испания  | Грунт    | Лурдес Домингес Лино       | Кончита Мартинес-Гранадос Мария Хосе Мартинес Санчес | 6-4 6-3     |
| 5. | 6 июля 2007      | Вальядолид, Испания             | Хард     | Нурия Льягостера Вивес     | Риа Дёрнеманн Юстина Оцга                            | 6-0 6-2     |
| 6. | 23 сентября 2007 | Мадрид, Испания                 | Хард     | Мария Хосе Мартинес Санчес | Моника Никулеску Евгения Савранская                  | 6-1 7-6(4)  |
| 7. | 20 апреля 2008   | Сен-Мало, Франция               | Грунт    | Мария Хосе Мартинес Санчес | Рената Ворачова Анастасия Екимова                    | 6-2 6-1     |
| 8. | 14 февраля 2009  | Кали, Колумбия                  | Грунт    | Бетина Хосами              | Фредерика Пиедаде Анастасия Екимова                  | 6-3 6-1     |
| 9. | 11 октября 2012  | Сант-Кугат-дель-Вальес, Испания | Грунт    | Летисия Костас-Морейра     | Инес Феррер-Суарес Ришел Хогенкамп                   | 6-3 6-3     |

#### Поражения (11)
| №   | Дата             | Турнир              | Покрытие | Партнёрша                  | Соперницы в финале                         | Счёт              |
| 1.  | 1 июля 2001      | Элваш, Португалия   | Хард     | Александра Кравец          | Мария-Фернанда Алвес Ана-Катарина Ногейра  | 3-6 4-6           |
| 2.  | 5 августа 2001   | Понтеведра, Испания | Хард     | Александра Кравец          | Наталья Галауза Йоланда Менс               | 6-7(5) 2-6        |
| 3.  | 26 августа 2001  | Вестенде, Бельгия   | Грунт    | Александра Кравец          | Кильдин Шевалье Евгения Субботнна          | 5-7 5-7           |
| 4.  | 23 июня 2002     | Гориция, Италия     | Грунт    | Карла Тьене                | Тина Хергольд Сандра Нацук                 | 4-6 3-6           |
| 5.  | 24 апреля 2005   | Валенсия, Испания   | Грунт    | Роса-Мария Андрес-Родригес | Кильдин Шевалье Стефани Форетц             | 6-4 6-7(5) 2-6    |
| 6.  | 30 марта 2007    | Ла Пальма, Испания  | Хард     | Мелани Саут                | Петра Цетковская Андреа Главачкова         | 3-6 2-6           |
| 7.  | 20 апреля 2007   | Кальвиа, Испания    | Грунт    | Мария Хосе Мартинес Санчес | Петра Цетковская Андреа Главачкова         | 5-7 4-6           |
| 8.  | 4 апреля 2008    | Патры, Греция       | Хард     | Мария Хосе Мартинес Санчес | Ципора Обзилер Анастасия Екимова           | 5-7 1-6           |
| 9.  | 11 апреля 2008   | Монсон, Испания     | Хард     | Мария Хосе Мартинес Санчес | Рика Фудзивара Эммануэль Гальярди          | 6-1 6-7(5) [8-10] |
| 10. | 18 июля 2008     | Бьелла, Италия      | Грунт    | Лурдес Домингес Лино       | Рената Ворачова Барбора Заглавова-Стрыцова | 6-4 0-6 [5-10]    |
| 11. | 19 сентября 2008 | София, Болгария     | Грунт    | Лурдес Домингес Лино       | Рената Ворачова Марет Ани                  | 6-7(4) 6-7(9)     |

## История выступлений на турнирах
| Турнир                       | 2004          | 2005          | 2007          | 2008          | 2009          | 2010          | 2011          | 2012          | 2013          | 2014          | 2015          | 2016   | 2017          | 2018          | 2019          | Итог   | В/П за карьеру |
| ---------------------------- | ------------- | ------------- | ------------- | ------------- | ------------- | ------------- | ------------- | ------------- | ------------- | ------------- | ------------- | ------ | ------------- | ------------- | ------------- | ------ | -------------- |
| Турниры Большого шлема       |               |               |               |               |               |               |               |               |               |               |               |        |               |               |               |        |                |
| Открытый чемпионат Австралии | -             | 1Р            | -             | 1Р            | 2Р            | 1Р            | 1Р            | 2Р            | 3Р            | 2Р            | 1Р            | 3Р     | -             | 2Р            | 1Р            | 0 / 12 | 8-12           |
| Открытый чемпионат Франции   | 1Р            | 2Р            | 2Р            | 1Р            | 2Р            | 1Р            | 2Р            | 3Р            | 2Р            | 1/4           | 1Р            | 1Р     | 1Р            | 2Р            | -             | 0 / 14 | 11-14          |
| Уимблдонский турнир          | 1Р            | 1Р            | 2Р            | 1Р            | 1Р            | 1Р            | 1/4           | 1Р            | 1Р            | 1Р            | 3Р            | 3Р     | 2Р            | 2Р            | -             | 0 / 14 | 10-14          |
| Открытый чемпионат США       | 1Р            | -             | 1Р            | 1Р            | 1Р            | 1Р            | 2Р            | -             | 1Р            | 2Р            | 2Р            | 2Р     | 2Р            | 1Р            | -             | 0 / 12 | 5-12           |
| Итог                         | 0 / 3         | 0 / 3         | 0 / 3         | 0 / 4         | 0 / 4         | 0 / 4         | 0 / 4         | 0 / 3         | 0 / 4         | 0 / 4         | 0 / 4         | 0 / 4  | 0 / 3         | 0 / 4         | 0 / 1         | 0 / 52 |                |
| В/П в сезоне                 | 0-3           | 1-3           | 2-3           | 0-4           | 2-4           | 0-4           | 5-4           | 3-3           | 3-4           | 5-4           | 3-4           | 5-4    | 2-3           | 3-4           | 0-1           |        | 34-52          |
| Итоговые турниры и Олимпиады |               |               |               |               |               |               |               |               |               |               |               |        |               |               |               |        |                |
| Трофей элиты WTA             | Не проводился | Не проводился | Не проводился | Не проводился | Не проводился | Не проводился | Не проводился | Не проводился | Не проводился | Не проводился | Ф             | Группа | -             | -             | -             | 0 / 2  | 3-2            |
| Летняя олимпиада             | -             | НП            | НП            | -             | Не проводился | Не проводился | Не проводился | 1Р            | Не проводился | Не проводился | Не проводился | 1Р     | Не проводился | Не проводился | Не проводился | 0 / 2  | 0-2            |